# Vitosja
De Vitosja (Bulgaars: Витоша) is een gebergte en natuurpark in Bulgarije. Het ligt pal ten zuiden van de hoofdstad Sofia. Het hoogste punt (2290 m.) is de Zwarte Piek (Bulgaars: Черни връх, Tsjerni Vrach).

## De hoogste pieken
- Zwarte Piek (Черни връх) - 2290 m
- Grote Moot (Голям резен) - 2277 m
- Skoparnik (Скопарник) - 2226 m
- Naamloos (Безименен) - 2208 m
- Koepena (Купена) - 2195 m
- Kleine Moot (Малък резен) - 2191 m